# Chu Điệu vương
Chu Điệu Vương (chữ Hán: 周悼王; trị vì: 520 TCN), tên thật là Cơ Mãnh (姬猛), là vị vua thứ 25 của nhà Chu trong lịch sử Trung Quốc.

## Thân thế
Ông là con trai của Chu Cảnh Vương – vua thứ 24 nhà Chu.

## Trị vì
Năm 520 TCN, Chu Cảnh Vương mất. Cảnh vương khi còn sống yêu quý con nhỏ là vương tử Triều nhưng chưa quyết định lập làm thái tử thay cho thái tử mất sớm. Khi Cảnh vương mất, Cơ Mãnh là con lớn nhất của Cảnh vương nên được người trong nước lập làm vua, tức là Chu Điệu vương.
Tuy nhiên Điệu vương ở ngôi không được lâu. Sau 7 tháng, em ông là vương tử Triều làm binh biến giết chết ông để cướp ngôi.